# Mihály Péter
Mihály Péter (Körmend, 1979. július 25. –) magyar színész, rendező.

## Életpályája
Körmenden született, 1979. július 25-én. Szentgotthárdon a III. Béla Szakközépiskolában érettségizett, informatikusként. A színház világával a Körmendi Kastélyszínház Társulat ( KASZT ) alapító tagjaként ismerkedett Tucsni András és Merő Béla tanítványaként. 
1999-től a  Ruszt József alapította Nádasdy Kálmán Színészképző stúdió növendéke volt. Tanárai: Ilyés Róbert, Ecsedi Erzsébet valamint Szegezdi Róbert. 2003-tól a Hevesi Sándor Színház társulatának tagja. A színészképző stúdióban előbb — Ilyés Róbert mellett — tanársegédként dolgozott, majd önálló osztályt is indított. 2010-től a nagykanizsai Piarista Gimnázium drámatagozatának társalapítója, szakmai koordinátora. 
A gyermekek körében népszerű Kakaó Zenekar dalszövegírója és “frontembere” és rendszeresen látható rendezvények műsorvezetőjeként is. 
2019-től a Hevesi Sándor Színház ifjúsági programjának (Tantermi Deszka) vezetője. 
Másodmagával megálmodója és létrehozója a Vers a Parton/ Vers a Peronon programsorozatnak. 
2020-tól a Pajtaszínház program keretein belül az újonnan alakuló amatőr színjátszó közösségek mentora.
Színészi és drámapedagógiai munkássága mellett színházi rendezőként is dolgozik.
2024-től a zalaegerszegi színház társulatának művészeti vezetője.

## Elismerései
- Nívódíj
- Színházbarátok köre / “Az év színművésze”
- Vármegyei PRÍMA-díj kategóriagyőztes  (Színház – és Filmművészet)

## Fontosabb színházi szerepei
- William Shakespeare: Lear király... Frankföld királya
- William Shakespeare: III. Richárd... Első gyilkos
- William Shakespeare: Hamlet... Rosenkrantz
- William Shakespeare: Rómeó és Júlia... Tybalt
- William Shakespeare: Makrancos hölgy, avagy a személyiség megzabolázása... Lucentio
- William Shakespeare: A windsori víg nők... Fenton
- Geoffrey Chaucer: Canerbury mesék... Kelmefestő
- Molière: Scapin furfangjai... Leander
- Friedrich Schiller: Az orleansi szűz... Du Chatel (királyi tiszt)
- Anton Pavlovics Csehov: Cseresznyéskert... Trofimov (Pjotr Szergejevics, diák)
- Nyikolaj Vasziljevics Gogol: A revizor... Revizor
- Arthur Miller: Pillantás a hídról... Mike
- Arthur Miller: Az ügynök halála... Biff
- Bertolt Brecht: Koldusopera... Jimmy
- Henrik Ibsen: A fiatalok szövetsége... Erik Bratsberg
- Friedrich Dürrenmatt: Az öreg hölgy látogatása... Második Polgár, Festő
- Johann Wolfgang von Goethe: Stella... Inas
- Gotthold Ephraim Lessing: Bölcs Náthán... Az ifjú Templomos lovag
- Georges Feydeau: A hülyéje... Jean/Victor
- Frank Wedekind: A tavasz ébredése... Moritz
- Ray Cooney: Páratlan páros... John Smith
- Phédra három fordításban... Hippolütosz
- L. Frank Baum: Óz, a nagy varázsló... Gyáva oroszlán
- Bornemisza Péter: Magyar Elektra... Oresztész
- Madách Imre: Az ember tragédiája... Első polgár, Tanítvány, Az ifjú
- Katona József: Bánk bán... Ottó
- Szigligeti Ede: Liliomfi... Liliomfi
- Mikszáth Kálmán: Szent Péter esernyője... Bélyi János, glogovai pap
- Szép Ernő: Vőlegény... Rudi, fogász
- Móricz Zsigmond: Úri muri... Bitó Laci
- Móricz Zsigmond – Kocsák Tibor – Miklós Tibor: Légy jó mindhalálig... Nagy úr, öregdiák
- László Miklós: Illatszertár... Kádár Úr
- Molnár Ferenc: A Doktor úr... Bertalan
- Szabó Magda: Régimódi történet... Orvos
- Szabó Magda: Az ajtó... Riporter, sofőr
- Szabó Magda – Andics Tibor – Hajdu Sándor: Sziget-kék... Dr. Zakariás (prof. kutya)
- Szabó Magda: Abigél... Kuncz Feri
- Nemes Nagy Ágnes: Bors néni... Lackó
- Lázár Ervin: A kisfiú meg az oroszlánok... Baltazár Állatetető Az Altamero Cirkuszban, Dr Kassai (Peti Édesapja)
- Presser Gábor – Varró Dániel – Teslár Ákos: Túl a Maszat-hegyen... Szerző
- Bereményi Géza: Shakespeare királynője... I. Színész
- Bereményi Géza – Kovács Krisztina: Apacsok... Tíz Medve (Házkutató)
- Tasnádi István: A magyar zombi... Fly
- Tasnádi István – Szemenyei János: Tranzit... Kis vasgyúró 1
- Tasnádi István: Közellenség... Tronkai Vencel
- Dobozy Imre: A tizedes mega többiek... Szovjet katona
- Forgách András: Holdvilág és utasa... Fiatal Szepetneki János
- Egressy Zoltán: Portugál... Bece
- Egressy Zoltán: Sóska, sültkrumpli... Lacikám, bíró
- Szálinger Balázs: Köztársaság... Miró, hispán származású kalóz, szakács
- Müller Péter: A vihar kapujában... Takehiro, a férj
- Eisemann Mihály – Zágon István: Fekete Péter... Boy
- Balogh Elemér – Kerényi Imre – Rossa László: Csíksomlyói passió... Ördög
- Moravetz Levente – Balásy Szabolcs: Zrínyi 1566...  Kecskés György, hadnagy
- Terrence McNally – David Yazbek: Alul semmi... Marty
- James Rado – Gerome Ragni – Galt MacDermot: Hair... WoodRow
- Alfonso Paso: Mennyből a hulla... Juan
- Gianina Cărbunariu: Kebab... Voicu
- Janne Teller: Semmi... (Nagy) Hans; (Ájtatos) Kaj
- Todd Strasser: A hullám... Bendzsi
- Tom Lycos – Stefo Nantsou: Kövek... Yahoo/Russo
- Richard Rodgers – Oscar Hammerstein II – Howard Lindsay – Russel Crouse: A muzsika hangja... Rolf Gruber
- Edward Bond: Széttört tál... Senki/Valaki
- Madák Zsuzsanna: Peter... Peter
- Ray Cooney: Család ellen nincs orvosság... Dr. Mike Connolly
- Geoff Gillham: Csontketrec... Férfi
- Jókai Mór – Böhm György – Korcsmáros György – Tolcsvay Béla – Tolcsvay László: A kőszívű ember fiai... Palvitz Ottó
- David Seidler: A király beszéde... Stanley Baldwin, brit miniszterelnök
- Mikszáth Kálmán: A Noszty fiú esete Tóth Marival... Malinka Kornél, Kopereczky titkára
- Tennessee Williams: A vágy villamosa... Stanley
- Moravetz Levente – Bozó László: Volt egy seregünk... Emil
- Thomas Meehan – Charles Strouse: Annie, a kis árva... Roosevelt

## Rendezéseiből
- Molnár Ferenc: A Pál utcai fiúk
- Martin McDonagh: Vaknyugat
- Martin McDonagh: Kripli
- Bohumil Hrabal: Gyöngéd Barbárok
- Tasnádi István – Szemenyei János: Farkas és Piroska
- Molnár Ferenc: Liliom
- Hans Christian Andersen – Szálinger Balázs: Hókirálynő (Griff Bábszínház)
- Geoff Gillham: Csontketrec
- Mikó Csaba: Herkules – A kezdetek
- Szálinger Balázs: Becsvölgye
- Romankovics Edit: Para
- Romankovics Edit : Nem így akartuk!(TIE)
- Szálinger Balázs : Becsvölgye

## Filmek, tv
- Budapest (2005)
- Szabadság, szerelem (2006)
- Szabó Magda: Az ajtó (színházi előadás tv-felvétele, 2006)
- Tasnádi István: Közellenség (színházi előadás tv-felvétele, 2015)
- Mikszáth Kálmán: Szent Péter esernyője (színházi előadás tv-felvétele, 2017)
- Legyetek szeretettel (2023)